# 天桥镇 (凤冈县)
天桥镇，是中华人民共和国贵州省遵义市凤冈县下辖的一个乡镇级行政单位。
2013年11月16日，贵州省人民政府批复同意撤销天桥乡建制，设置天桥镇，镇人民政府驻石桥社区。

## 行政区划
天桥镇下辖以下地区：
石桥社区、天桥村、柒坪村、龙凤村、河闪渡村、齐心村和平头溪村。